# Primul Triumvirat
Termenul triumvirat este folosit pentru a descrie o perioadă politică dominată de un regim condus de trei persoane. Înțelegerea poate fi formală sau informală, și deși cei trei ar trebui să fie egali în drepturi, în realitate acest lucru nu este adevărat. Termenul poate fi folosit și pentru a descrie un stat cu 3 generali de armată care pretind că sunt adevărații lideri ai armatei.

## Triumviratele Romane
De două ori în perioada anterioară Principatului, în era Republicii Romane, puterea politică a trecut de la magistrați și senat, la trei oameni care au constituit un guvern de tranziție, cunoscut și ca triumvirat, care avea să se dizolve în urma unui război civil.
Primul Triumvirat a fost o alianță politică informală între doi mari rivali, generalii Iulius Caesar și Pompei cel Mare reprezentând viziunea populară și a Partidului Senatului, cu omul de afaceri foarte influent Marcus Licinius Crassus. Această înțelegere a căzut după moartea lui Crassus, când cei doi generali au pornit un război civil, în timpul căruia Pompei a fost omorât, iar Caesar s-a autoproclamat conducător și dictator.
Al doilea Triumvirat a fost o guvernare formată între Octavianus și Marc Antoniu, rivali pentru preluarea puterii, și un al treilea, Marcus Aemilius Lepidus. Acesta a fost înlăturat în scurt timp, iar Marc Antoniu a fost eliminat în timpul unui război civil, Octavianus rămânând singurul conducător.
În diverse municipalități și de asemenea în perioada Principatului, conducerea magistraturilor era asigurată de un colegiu de 3 persoane, denumiți triumviri.

### Primul Triumvirat
Primul Triumvirat este un termen folosit de unii istorici pentru a se referi la o alianță neoficială romană între Gaius Julius Caesar, Marcus Licinius Crassus și Gnaeus Pompeius Magnus. Deși este mai cunoscută decât cel de-al doilea Triumvirat, această alianță nu a avut nici un statut oficial - puterea ei în statul Roman a avut legătură cu influența pe care o aveau cei trei. Această alianță a fost ținută secretă o anumită perioadă ca parte din mașinațiunea politică a însăși triumvirilor. A fost formată în anul 63 î.Hr. și s-a încheiat în anul 53 î.Hr. odată cu moartea lui Crassus.
Crassus și Pompei au fost colegi (s-au urât dintotdeauna) în consulat, de la începutul anului 70 î.Hr., când s-au ocupat de restaurarea completă a instituției tribunului poporului (dictatorul Lucius Cornelius Sulla, lăsase instituția fără aproape niciuna dintre puterile sale, cu excepția ius auxiliandi, dreptul de a salva un plebeu din mâinile unui magistrat patrician). Totuși din acea perioadă cei doi și-au arătat antipatiile din ce în ce mai des, fiecare crezând despre celălalt că s-au dat la o parte din calea unui altuia pentru a–și spori reputația în fața colegiului.
Caesar a contribuit la împăcarea dintre cei doi dar numai pentru a reuși să fie ales consul în anul 59 i.Hr.; el și Crassus erau foarte buni prieteni, dar a reușit să întărească relația cu Pompei dându-i-o în căsătorie pe fata sa, Julia. Alianța a combinat popularitatea legală a lui Caesar cu bunăstarea și influența lui Crassus în rândurile Ordinului Ecvestru plutocratic dar și cu bunăstarea și reputația lui Pompei.
Triumviratul a fost ținut secret până în momentul în care Caesar a fost împiedicat să depună o lege agrară prin care se propunea colonizarea cetățenilor romani și acordarea acestora a unor terenuri. El a prezentat această lege în fața Consiliului Poporului, fiind flancat pe ambele părți de Crassus și Pompei, dezvăluind astfel alianța. Legea agrară a fost aprobată iar Triumviri l-au desemnat mai apoi pe demagogul Publius Clodius Pulcher ca tribun al poporului. 
Triumviratul a continuat să facă aranjamente în interes propriu. Caesar a fost  premiat pentru afacerile bune pe care le-a făcut. Tot el a trecut de la titlul de tribun, la cel de proconsul al provinciilor Galia Cisalpina și Transalpina și Illirium, deținând comanda asupra a 4 legiuni, pe o perioadă de 5 ani; Noul socru al lui Caesar a fost numit proconsul în 58 î.Hr. iar Pompei și Crassus au împărțit un al doilea consulat în 55 î.Hr. Cei doi i-au prelungit lui Caesar cu încă 5 ani titlul de proconsul și și-au oferit titlul de guvernatori ai provinciilor Hispania și Siria. 
Alianța le-a permis celor 3 să domine în totalitate politica romană, dar nu avea să țină pentru totdeauna datorită ambițiilor, ego-ului și invidiei dintre cei trei. Caesar și Crassus se înțelegeau bine, însă Pompei nu îl agrea pe Crassus, iar invidia pentru Caesar creștea din ce în ce mai mult, mai ales după victoria acestuia în Galia când a anexat practic Franța zilelor noastre la Imperiul Roman. Moartea Juliei în timpul nașterii și a lui Crassus în timpul unei bătălii a pus capăt alianței celor trei.
Pompei a rămas la Roma și a condus Hispania prin intermediul locotenenților. Tot el s-a căsătorit cu fiica lui Quintus Caecilius Metellus Pius Cornelianus Scipio Nasica, un conservator dintr-o aripă a senatului opusă lui Caesar. Pompei a fost ales consul în 52 i.Hr. și a participat la planurile care au dus la trecerea lui Caesar în Rubicon, 49 i.Hr, ce a dus la începerea războiului civil. Pompei a fost omorât în luptă în Egipt iar Caesar a rămas singurul conducător al Imperiului Roman.